# Gianbattista Guidotti

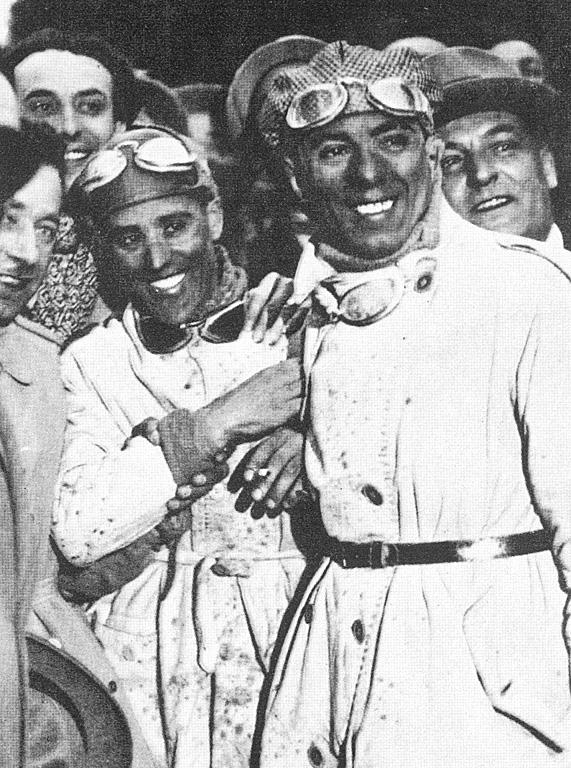
Tazio Nuvolari en Gianbattista Guidotti in 1930

Giovanni Battista "Gianbattista" Guidotti (30 januari 1902 - 2 juli 1994) was een Italiaans autocoureur. In 1950 en 1951 was hij tweemaal te vinden op een inschrijvingslijst voor een Formule 1-race, in 1950 tijdens de Grand Prix van Groot-Brittannië en in 1951 tijdens de Grand Prix van Zwitserland, waar hij tijdens beide races reservecoureur was bij Alfa Romeo. Alle Alfa Romeo-coureurs startten in die races, dus reed Guidotti niet. Hij schreef zich later ook nooit meer in voor een Formule 1-race.
Hij won ook de Mille Miglia in 1930 samen met Tazio Nuvolari.